# Il Vaso di Pandora (rivista)
Il Vaso di Pandora, dialoghi in psichiatria e scienze umane è una rivista trimestrale di psichiatria, filosofia e cultura, di argomento psichiatrico, nata nel 1993.

## Storia
Il Vaso di Pandora nasce, da un'esperienza concreta di cura comunitaria dei disturbi psichici, per riflettere sul proprio operare al confine tra scienza, filosofia, e arte, nel senso originario di saper fare. È stata creata nel 1993 da Giovanni Giusto che ne è attualmente il direttore responsabile, con il sottotitolo programmatico “dialoghi in psichiatria e scienze umane”, ed è rivolta alla dimensione umanistica della psichiatria pur nel rispetto delle fondamentali acquisizioni della psichiatria biologica. Nacque per inserirsi in un vuoto che era rappresentato dalla assenza di un riferimento culturale e scientifico che raccogliesse le esperienze ed i contributi di psichiatri, psicologi, psicoanalisti, filosofi, politici impegnati nel lavoro di deistituzionalizzazione portato avanti da Basaglia.
Fin da allora, il progetto, da un lato tende a raccogliere il contributo esperienziale degli operatori quotidianamente impegnati nella difficile cura dei pazienti psichiatrici, dall'altro al confronto con intellettuali impegnati a chiarire i complessi sistemi mentali a partire da riferimenti culturali dissimili.
Venne presentata da G. Giusto e da C. Conforto la prima volta a Genova presso la libreria Liguria Libri e Dischi di via XX Settembre, e successivamente alle Università di Palermo, Catania, Cagliari, Genova con buon successo di pubblico. A Milano viene presentata alla Casa della Cultura alla presenza del prof. Zapparoli e del prof. Petrella.

## Argomenti
Nel ventennio trascorso, è apparsa importante un'approfondita riflessione sulla psicanalisi applicata al di fuori del contesto duale e con particolare riferimento alla gruppalità, fondamento anche di una residenzialità psichiatrica che non riproduca le passate istituzioni, nonché di interventi riabilitativi rispettosi dei bisogni del paziente. Sono funzione di questa primaria esigenza anche i numerosi interventi sugli aspetti organizzativi e amministrativi, che dovrebbero garantire quadri operativi idonei. 
Meno frequenti ma non assenti i riferimenti alla psichiatria interculturale, all'ottica sistemica familiare, al problema delle dipendenze, ai rapporti con il pensiero filosofico. 
Secondo lo spirito che anima la rivista, numerosi i contributi di operatori meno noti ma quotidianamente impegnati nel trattamento della patologia psichica grave, con le sue modalità di intervento e i suoi problemi: l'impegno terapeutico e riabilitativo nelle sue varie declinazioni, i rapporti fra terapia ambientale e interventi individuali, l'inserimento lavorativo, i problemi della gruppalità, quelli dell'iniziale presa in carico, gli interventi psicoeducativi, i rapporti non sempre agevoli fra esigenze di cura e normativa, il ruolo della supervisione.
La rivista riconosce la propria funzione nell'offrire riferimenti culturali e tecnici a una prassi psichiatrica tuttora in evoluzione, nel confronto con rinnovate sfide.

## Struttura delle sezioni
Il periodico, strutturalmente, è suddiviso in sei sezioni principali:
1. Un Sommario, in italiano ed inglese
2. Editoriale
3. Tra prassi e teoria
4. Appunti di viaggio
5. Quattro passi per strada
6. Oltre...

Ciascuna sezione, tranne l'Editoriale e "Oltre..." è, di solito, seguita da un "Riassunto" e dalle "Parole chiave" legate all'articolo, entrambi in lingua italiana e inglese; conclude l'articolo una Bibliografia.
Nella sezione "Tra prassi e teoria" vengono inserite le ricerche scientifiche, i modelli teorici; la sezione "Appunti di viaggio" presenta i casi clinici, le esperienze terapeutiche e le sperimentazioni metodologiche; in "Quattro passi per strada" sono contenute le recensione di libri, gli atti di convegni.
La sezione "Oltre..." è stata presentata la prima volta sul Volume XX, N. 2, del 2012. Si propone come ulteriore "apertura" della Rivista a temi di interesse generale; tratta argomenti riguardanti l'attualità, poesie, interviste e tutto ciò che favorisce l'aspetto creativo della psichiatria.

## Organizzazione e strutturazione dei testi ricevuti per la pubblicazione
La pubblicazione di un articolo è subordinata al parere positivo di Referee esterni al Comitato Editoriale.
Nel proporre il proprio scritto alla Segreteria Scientifica e di Redazione, l'Autore specifica se si tratta di un lavoro inedito e che intende pubblicarlo esclusivamente sulla Rivista "Il Vaso di Pandora".
I testi inviati alla rivista per la pubblicazione, oltre al nome dell'Autore, sono accompagnati da una breve nota biografica. I titoli di libri riportati nel testo sono trascritti in corsivo, quelli di articoli apparsi in riviste o libri sono citati tra virgolette doppie.
Ad ogni riferimento bibliografico nel testo corrisponde una voce nella bibliografia finale. Il materiale iconografico, sia che si tratti di fotografie che di disegni, viene numerato progressivamente in numeri arabi. Le tavole sono invece numerate in cifre romane e sono accompagnate da una legenda esplicativa. La Segreteria Scientifica e di Redazione si riserva di apportare ai testi degli Autori piccole correzioni, qualora ritenute indispensabili o comunque utili ad uniformare i testi stessi allo stile della Rivista. Ogni qual volta ciò accada, l'Autore ne riceverà comunicazione.